# Holoplatys
Holoplatys este un gen de păianjeni din familia Salticidae.

## Specii[1]
- Holoplatys apressus
- Holoplatys bicolor
- Holoplatys bicoloroides
- Holoplatys borali
- Holoplatys braemarensis
- Holoplatys bramptonensis
- Holoplatys canberra
- Holoplatys carolinensis
- Holoplatys chudalupensis
- Holoplatys colemani
- Holoplatys complanata
- Holoplatys complanatiformis
- Holoplatys daviesae
- Holoplatys dejongi
- Holoplatys desertina
- Holoplatys elegans
- Holoplatys embolica
- Holoplatys fusca
- Holoplatys grassalis
- Holoplatys invenusta
- Holoplatys jardinensis
- Holoplatys julimarina
- Holoplatys kalgoorlie
- Holoplatys kempensis
- Holoplatys lhotskyi
- Holoplatys mascordi
- Holoplatys meda
- Holoplatys minuta
- Holoplatys panthera
- Holoplatys pedder
- Holoplatys pemberton
- Holoplatys planissima
- Holoplatys queenslandica
- Holoplatys rainbowi
- Holoplatys semiplanata
- Holoplatys strzeleckii
- Holoplatys tasmanensis
- Holoplatys windjanensis